# 자오유팅
자오유팅 (중국어 정체자: 趙又廷, 병음: Zhào Yòutíng 자오유팅[*], 한자음: 조우정, 영어: Mark Chao 마크 차오[*], 1984년 9월 25일 ~ )은 대만의 배우이다.

## 출연 작품
| 작품명                                                                  | 발표연도 | 작품장르 | 감독                 | 배역                                | 상대배우                                  | 기타정보 |
| ----------------------------------------------------------------------- | -------- | -------- | -------------------- | ----------------------------------- | ----------------------------------------- | --- |
| 비자영웅 (痞子英雄) Black&White                                         | 2009년   | 드라마   | 채악훈 (蔡岳勋)      | 오영웅 (吳英雄)                     | 주유민(周渝民) - 진재천(陳在天) 역        | - 드라마는 총 24부작이다. - 2009년 금종상-드라마 "비자영웅" 남우주연상 수상 - 이후 드라마 비자영웅은 영화로도 제작된다 - 아직 국내 정식 수입되지 않았다 |
| 맹갑 (艋舺) Monga                                                       | 2010년   | 영화     | 유승택 (鈕承澤)      | 주이문 (周以文)                     | 원경천 / 봉소악 마여룡 / 가가연 왕식현 외 | - 맹갑은 완화구의 용산사를 부르는 말이다. - 국내 정식 수입되어 서비스중이다. - 영화 맹갑 수상내역 - - 2010년 54회 아시아 태평양 영화제-미술상,음악상 - 2010년 21회 스톡홀름영화제-아시아 이미지 - 2010년 47회 금마장-남우주연상, 음향효과상, 영화제작자상 - 2011년 5회 아시아 필름 어워드-신인상 |
| 비자영웅지전면개전 (痞子英雄之全面开战) Black&White Ep.1 블랙앤화이트   | 2012년   | 영화     | 채악훈 (蔡岳勋)      | 오영웅 (吳英雄)                     | 황보 / 장균녕 진의함                      | - 드라마의 영화 버전, 세계관은 이어지지 않는다. - 국내 정식 수입되어 서비스 중이다. |
| 제일차 (第一次) First Time                                              | 2012년   | 영화     | 한연 (韓延)          | 궁녕-공닝 (宫宁) 려하-루씨아 (吕夏) | 안젤라 베이비 - 송시교(宋诗乔)            | - 한국 영화 …ing의 리메이크 작품이다 - 아직 국내 정식 수입되지 않았다. - 조우정 배우가 직접 부른 노래 - 곡득상소해 哭得像小孩 (아이처럼 울고 있어) - Stand By Me |
| 러브(爱) 爱, LOVE 사랑, LOVE                                            | 2012년   | 영화     | 유승택 (鈕承澤)      | 마크                                | 조미(자오웨이) 서기/원경천 외             | - 각 주인공의 짧은 스토리가 섞여 하나가 되는 옴니버스 형식으로 진행된다. - 국내 정식 서비스 중이다 |
| 우리가 잃어버릴 청춘 致我们终将逝去的青春 치아문종작서거적청춘 So Young | 2012년   | 영화     | 자오웨이 (趙薇)/조미 | 천샤오정(陈孝正)                    | 한경 / 양자산 강소영 외                   | - 줄여서 치청춘이라 부르기도 한다. - 국내 정식 서비스 중이다 |
| 수색 搜索 Caught in the Web                                             | 2012년   | 영화     | 천카이거陳凱歌       | 양수성/양쇼우청 (杨守诚)            | 가오위안위안                              | - 아직 국내 정식 수입이 되지 않았다. |
| 음양사: 청아집 晴雅集 The Yin-Yang Master: Dream of Eternity            | 2020년   | 영화     | 곽경명郭敬明         | 청명 (靑明)                         |                                           | - 2021년 넷플릭스에서 방영되었다. |

- 2012년 10 여분 CF미니 영화 애재일기 (愛在一起)
- 2013년 영화 적인걸 2: 신도해왕의 비밀 (狄仁杰之神都龙王) - 적인걸 역
- 2015년 영화 구층요탑 : 전설의 비밀 - 후바이 역
- 2015년 영화 비자영웅 : 블랙앤화이트 던오브저스티스 - 오영웅역
- 2016년 영화 워리어스 게이트 - 주 장군 역
- 2017년 드라마 삼생삼세십리도화 - 묵연 & 야화 & 조가 (1인 3역) / 총 58부작 / 2018년 500억 뷰 달성
- 2017년 드라마 심야식당:중국판 : 마크의 딸 - 마크 역 / 총 45부작 중 "마크의 딸 - 상, 중, 하편")
- 2018년 영화 남극지련 - 오푸춘 역 / --2017년 12월 1일 극장 개봉 예정--[1]
- 2018년 영화 적인걸 3: 사대천왕 - 적인걸 역
- 2019년 드라마 평범적영요 - 오각지 과장역 / 총 42부작 / --2019년 8월 27일 방송 예정--[2] / 2020년 9월 4일 절강위시 첫방송
- 2019년 영화 란심대극원 - 담눌 역 / --2019년 12월 7일 극장 개봉예정--[3]
- 2019 베니스 국제영화제 경쟁부문 진출 (19.07. 확정)
- 2019 토론토 국제영화제 특별상영작 (19.07. 확정)

- 2020년 현재 "음양사 : 청아집" --촬영중-- 20.04.22 크랭크업 (촬영종료) - 청명(세이메이) 역

## 그외 출연 작품
- 2017년 시 낭독집 <위니독시(为你读詩) : 많은 소리 중 당신의 소리를 듣는다 (재소유성음중 아경은니:在所有声音中 我倾听你> 발간.
- 2019년 3월 - 하루 한번 21일 동안 진행하는 영어 독서 교육 과정일기 <박하열독 (薄荷阅读) : 어린왕자(小王子 / The Little Prince) 더빙 참여>

## 출연 작품 이야기
- 드라마 삼생삼세 십리도화는 2018년 500억뷰를 달성하였다.

- 대한민국에는 2017년 중화TV에서 드라마 "삼생삼세 십리도화"의 방영이후 폭발적인 사랑을 받고 있다.
- 2018년 4월 2일 월요일 중화TV 월~금 매일 2회씩 오후 6시 재방송 시작 (서비스 종료)
- 2019년 3월 4일 월요일 중화Tv 월~금 매일 2회씩 오후 7시 재방송 시작 (서비스 종료)

- 2019년 2월 넷플렉스 보관됨 2021-02-12 - 웨이백 머신 "삼생삼세십리도화" 정식 vod 서비스.

- 중국판 심야식당은 중화권에서는 7, 8, 9화가 "마크의 딸 - 상, 중, 하" 본편이지만, 국내에 아시아N 보관됨 2021-06-20 - 웨이백 머신 채널에서 방영될 때에는 1, 2, 3화가 "마크의 딸 - 상, 중, 하"편으로 회차가 바뀌어 방영되었다.
- 2018년 4월 27일 아시아N 금~일 매일 2회씩 밤 11시 방송 시작 (서비스 종료)
- 2019년 7월 6일 아시아N 토~월 매일 2회씩 새벽 1시 방송 시작 (서비스 종료)

- 드라마 평범적영요는 대한민국 TvN 8주년 특집 드라마로 각색한 미생 (국내 드라마 원작 역시 대한민국 윤태호[깨진 링크(과거 내용 찾기)] 작가의 웹툰 미생 보관됨 2016-11-24 - 웨이백 머신)의 판권을 정식 수입하여 중국 현지에 맞춰 리메이크 된 작품이다.
- 드라마 평범적영요는 2019년 8월 첫방송 예정이었지만, 중국 현지의 사정으로 방송이 미뤄졌다[4]가 2020년 8월 30일 절강위시의 공식 오피셜 정보로 첫방송이 2020년 9월 4일 확정되었음을 알렸다.

## 출연 작품 - 숨은 이야기
- 2018년 개봉작 남극지련(南極之戀) 최초 작품명은 남극절연 南极绝恋 이었고, 2017년 12월 1일 개봉 예정이었으나, 개봉 시일이 미뤄지는 악재와 여러 과정을 거쳐 최종 극장 개봉이 2018년 2월 2일로 확정되면서 제목을 남극지련 南极之恋으로 바꾸었다.

- 2019년 8월 27일 방송 예정이던 "평범적영요" 드라마는 2019년 중국 광전총국의 신중국 70주년, "백일전개" 추천 드라마 86편 선정 리스트에 편성되지 못하여 최종 방송 예정에서 편성 취소가 되어 무기한 방송 연기가 되었음.

- 2019년 12월 7일 극장 개봉 예정이었던 "란심대극원" 역시 내부 사정으로 개봉 연기가 됨.

## 배우 이야기
- 조우정 배우는 데뷔 초에는 대만에서 활동했던 배우가 맞으나, 현재 활동의 주 무대는 중화권이다.
- 조우정 배우의 국적에 대하여는 중국 현지에서도 정확하게 확인된 바는 없다.

대만과 캐나다가 이중국적이 가능한 국가이기 때문에 태어나 취득한 대만 국적과 이민가며 취득한 캐나다 이중 국적인 상태에서,
연예인 활동이 시작되면서 중국의 특수성 때문에 대만 출신 배우로 활동에 불편함이 있어
공항에서 노출된 여권등으로 캐나다 국적을 선택한 것이 아니냐는 추측만 있을 뿐,
팬들은 조우정 배우가 직접 언급하지 않은 사생활에 관련된 정보는 보호해주는 분위기이다.
- 2019.05.21. 첫째 딸이 태어나 아빠가 되었다.

(조우정 배우는 본인 이외의 가족은 사생활 보호를 해주고 싶다는 인터뷰를 여러번 한 상태이고, 팬들은 조우정 배우의 사생활 보호 존중을 위하여, 배우 본인이 직접 공개해주는 자료 이외는 아이의 사생활 보호를 위해 정보 노출은 최소한으로 자제하고 있음.)
1. ↑    - 2018년 개봉작 남극지련(南極之戀) 최초 작품명은 남극절연 南极绝恋 이었고, 2017년 12월 1일 개봉 예정이었으나, 개봉 시일이 미뤄지는 악재와 여러 과정을 거쳐 최종 극장 개봉이 2018년 2월 2일로 확정되면서 제목을 남극지련 南极之恋으로 바꾸었다.
2. ↑    - 2019년 8월 27일 방송 예정이던 "평범적영요" 드라마는 2019년 중국 광전총국의 신중국 70주년, "백일전개" 추천 드라마 86편 선정 리스트에 편성되지 못하여 최종 방송 예정에서 편성 취소가 되어 무기한 방송 연기가 되었음.
3. ↑    - 2019년 12월 7일 극장 개봉 예정이었던 "란심대극원" 역시 내부 사정으로 개봉 연기가 됨.
4. ↑    - 2019년 8월 27일 방송 예정이던 "평범적영요" 드라마는 2019년 중국 광전총국의 신중국 70주년, "백일전개" 추천 드라마 86편 선정 리스트에 편성되지 못하여 최종 방송 예정에서 편성 취소가 되어 무기한 방송 연기가 되었음.